# 焼肉
焼肉（やきにく）とは、肉を焼いたもの。また、牛・豚などの肉や内臓をたれにつけ、直火で焼きながら食べる料理。あるいは牛・豚などの肉をあぶり、またはいため焼きにしたもの。

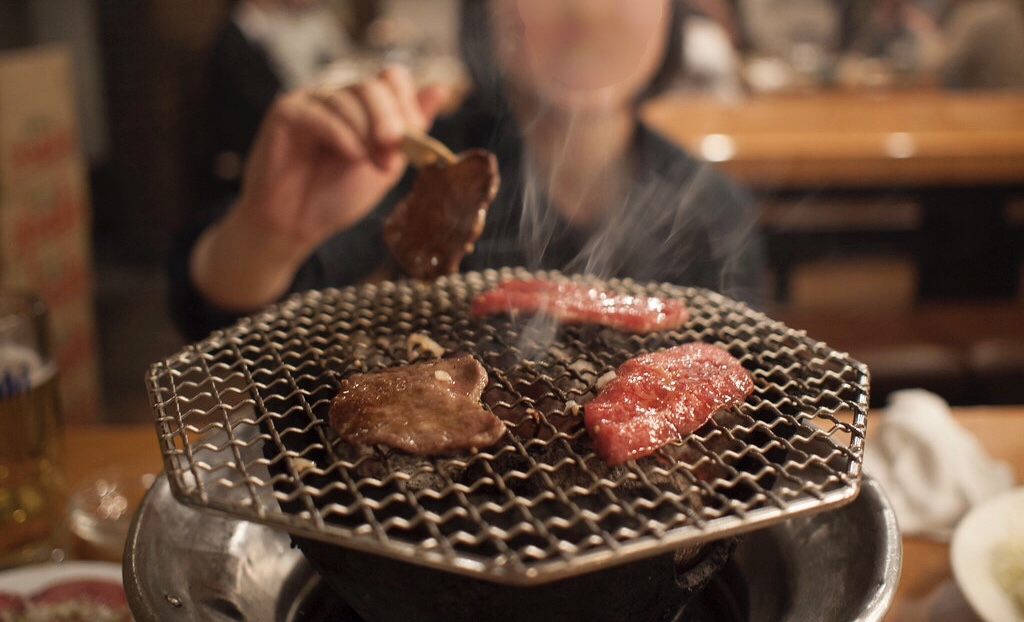

## 概要

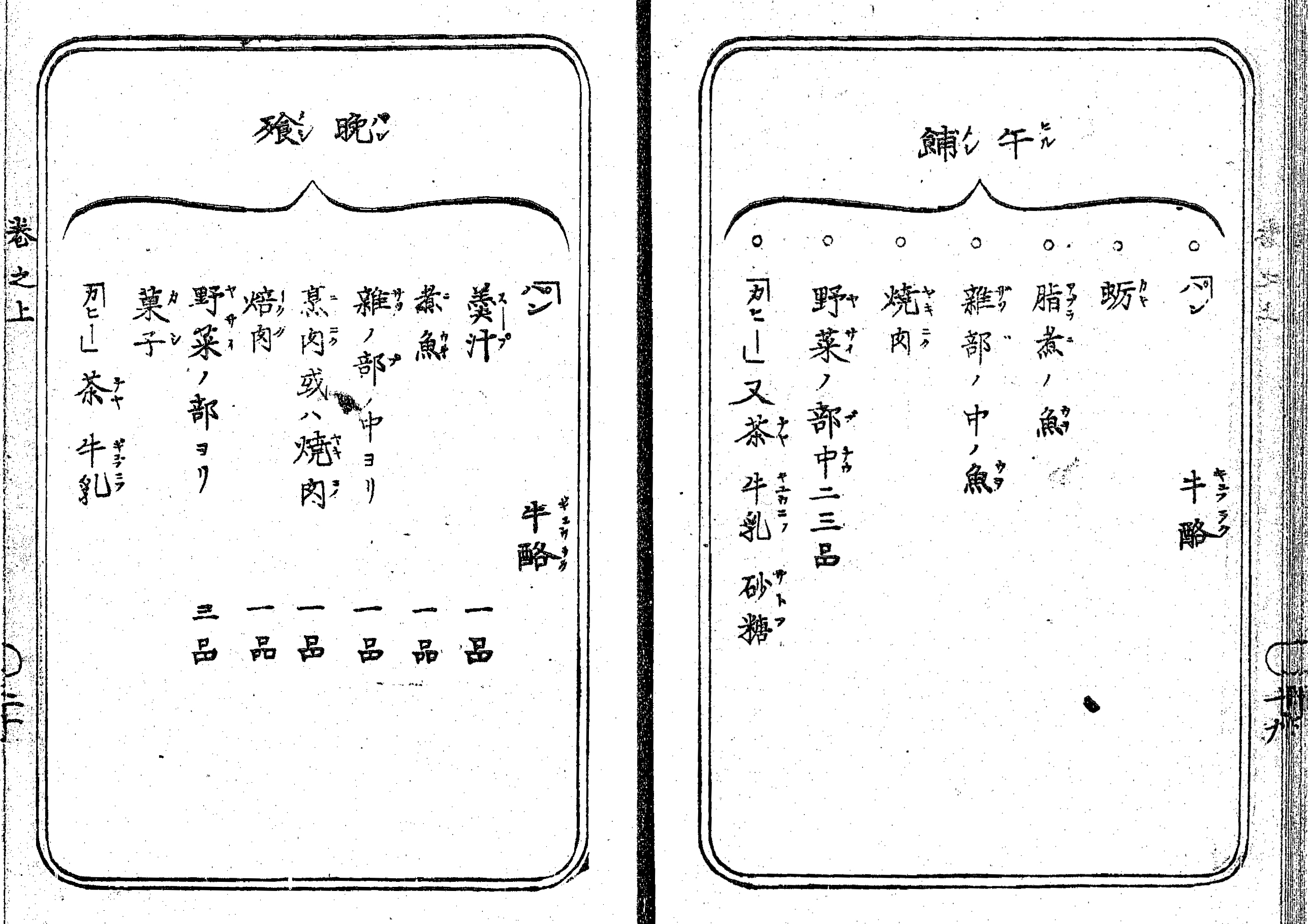
「焼いた獣肉」を意味する「焼肉」（『西洋料理指南・上』より）

日本語の「焼肉」という言葉は大きく二つの意味を持ち、肉を焼いた料理全般を指す場合と、肉や内臓にたれをつけ焼きながら食べる日本の東洋料理を指す場合がある。本項では、「肉を焼いたもの全般」「東洋料理としての焼肉」をそれぞれ解説する。肉を焼く料理のうち、鉄板で焼く料理については「鉄板焼き」、串焼で提供するものについては「焼き鳥」を参照。

### 肉を焼いたもの全般
焼いた肉料理を指す「焼肉」という語の使用はより古く、例えば仮名垣魯文の『西洋料理通』（1872年〈明治5年〉）にはバーベキューの訳語として使用されている。同年出版の『西洋料理指南』においても、獣肉を焼いた料理の意味で使用されている。近年では水木しげるの漫画『墓場鬼太郎』シリーズの「鬼太郎夜話」（1961年〈昭和36年〉）に鶏の丸焼きを指して「焼き肉」と呼ぶ台詞がある。

### 東洋料理としての「焼肉」「焼肉店」
東洋料理としての「焼肉」「焼肉店」は現在広く使用されており、調理器具として主に鉄板や焼網を用いたものをいう。この場合、串焼きなどとは区別して呼称される。日本初の「焼肉店」は、在日韓国・朝鮮人によって1946年頃に開店した東京の「明月館」と大阪の「食道園」だといわれている。
なお、松浦達也によれば『両店とも創業当時はあくまでも「朝鮮料理店」であり、現代でイメージされるような「焼肉店」ではなく、後に焼肉も提供することになる、朝鮮料理店・冷麺店だと考えた方が自然だ。「元祖」というくくりなら、「現存する限り」などの註釈をつけるべき』としている。
その後「焼肉店」は1950年代頃から徐々に数を増やし定着した。
それまで日本人に受け入れられていなかったホルモンを、在日韓国・朝鮮人（コリアン）が戦後闇市で提供したことが今日の「焼肉」の起源となったというのは定説であり、「焼肉店」という領域は日本の代表的な民族集団である在日韓国・朝鮮人が開拓したことは比較的知られており、焼肉の起源を純粋な韓国・朝鮮の食文化とせず、ジャパナイゼーションされたことも強調されるべき点である。
日本の総務省統計では「焼肉店」を東洋料理としての「焼肉店」のものと限定しており、西洋料理（ステーキ店など）は含まない。
- 焼肉店の定食の例。皿に焼く前の肉がのっている。肉は各人が焼く（愛知県名古屋市）。
- 七輪を使って肉を焼いているところ。
- 松阪牛の炭火焼肉

## 焼肉（肉を焼いたもの全般）
単純に肉を焼くという形式であっても、味付けや調理方法の違いによって世界で様々な料理がみられる。本項後半で解説する東洋料理の「焼肉」の他、ローストビーフやローストポーク、焼き鳥、ステーキ、ジンギスカン鍋、バーベキューなどが挙げられる。

### 日本の焼肉文化
日本においても古くから獣肉食の歴史があるが、西暦675年に第40代天皇である天武天皇が「肉食禁止令」を発布し、約1,200年後の明治4年（1871年）に解禁されるまで肉食を忌避する文化が長期間続いていた。公的に処罰されたこともあり、例えば1869年（明治2年）に八丈島で牛１頭を屠殺し食した罰として10人が小島追放、他10人が科料、3人が叱に処されている。
最も一般的な説では江戸時代のももんじ屋などでひっそり続いていた食肉文化があり、これは猪や鹿、犬、牛、馬など各地方や食文化により多種多様な様態をもっていた。
彦根藩では第3代藩主井伊直澄の頃、反本丸（へいほんがん）と称して全国で唯一牛肉の味噌漬けが作られており、滋養をつける薬として全国に出回り、幕末まで江戸幕府や他藩から要求が絶えなかったという。これは近江牛が名産となるはしりとなった。近江牛は開港期には東海道を徒歩で、のち汽船を使用し東京・横浜まで出荷されるようになる。
「焼肉」の風習は明治以前から既に存在しており、たとえば幕末開港期の横浜では、牛肉を串に刺して焼いたものを売り歩き客に食わせる料理があったとされる。
幕末の開国期には日本各地の開港場で日本国外の人向けとして食肉処理（屠蓄業）が始められ、当初は英国人、米国人、清国人などが経営を行った。たとえば神戸では英国人キルビーにより最初の屠畜場が設けられて以降、9名の外国人により7箇所の屠畜場が設置された。彼らの屠畜方法は「神戸肉仕立て」といい、後の神戸肉ブランドを支える屠畜方法に大きな影響を与えたと言われる。
本郷浩二によれば、神戸における屠畜業は当初から外国人が大きく関与しており、近世期の伝統的な生牛の屠畜技術との連続性は相対的に希薄であるとする。日本人の屠畜は神戸の場合、宇治野村風呂ヶ谷の「穢多」が動員されたという記録がある。これは死牛馬勝手処理令や解放令以前の段階において、生牛の屠畜も穢多の役分としての延長に解釈されたことを推測させるものである。1870年（明治3年）には食肉需要が拡大するなかで商社の宇治野組は屠畜場を経営するに至ったとされる。開花期の牛肉食は学生や一部の都市民が興味本位で口にするようなメニューであり、農村部や庶民にとっては忌避感を伴うものであった。これら一般大衆に牛肉食を普及させたのは何事にも西欧式を採用した軍隊であり、徴兵制度であった。日清戦争・日露戦争期を通じて牛肉の消費は急激に拡大し、8歳頃まで成長した農耕牛を肥育に回して食肉用途として出荷する形態が定着した。
神戸の場合では被差別部落民とされた食肉加工事業者は明治期には既に裕福で、蔵や処理施設などを構える屋敷町を形成しており、周辺には港湾労働者らの貧民街が形成されており、その一部が食肉処理事業に従事していたという。内臓などのいわゆるホルモンは枝肉（精肉）より鮮度の劣化が激しく、常温下で2～3日も経てば腐敗が進み、悪臭で食べられたものではなくなる。冷凍流通の存在しない当時としては肥料にでもするしか利用価値の無いものであったが、当日落としたような内臓部位については食肉加工場の周辺で売られ食材用として流通していた。精肉と内臓部位の流通経路は当初から明確に異なっており、江戸時代からの慣習で内臓などは屠畜作業者の取分とされ、これらを港湾労働者らに販売した売却益は屠畜作業者の重要な副収入となっていた。ところで、近代国民国家成立期の明治5（1872）年になると、日本は西洋文明に対し門戸を開き、一変して肉食を認めた。つまり、「我朝ニテハ中古以来肉食ヲ禁セラレシニ恐多クモ天皇無謂儀ニ思召レ自今肉食ヲ遊バサレレ旨宮内ニテ御定メ之アリタリ云」という記事が確認される。これによって、日本社会は長い間肉食と遠ざかっていたが、肉食の禁止という環境から決別することになった。
朝鮮人労働者が屠場から牛や豚の内臓等を譲り受けて食べていたことが朝鮮料理の日本での普及と関連してしばしば語られ、東京においても品川の屠場と朝鮮人の焼肉料理との関連を示唆する証言がある。芝浦の朝鮮人集住地を舞台とする村山知義の小説『或るコロニーの記録』には豚の蹄を煮て塩で食べる朝鮮人の描写がある。東京においても朝鮮人と被差別部落民は近隣住民や同じ職場の労働者として、あるいは雇用者と被雇用者として関係を結んでいた。これらのエピソードは屠畜業者と労働者である在日朝鮮人および被差別部落民との間に、牛や豚の内臓食を通して経済関係が生まれ、そのことが日本の焼肉料理にしばしば内臓食が含まれているという影響を与えた可能性を証言するものである。ただし筆者の外村大は、日本の朝鮮料理や朝鮮式焼肉料理の起源はこれだけに求めるべきではないとコメントしている。
そして第二次世界大戦後の深刻な食糧難の際に在日韓国・朝鮮人が料理屋として内臓類を調理して販売したところ瞬く間に好評を得て、安価な食材で店を繁盛させる事が出来る事に気付いた在日韓国・朝鮮人により「朝鮮料理」として全国的に店舗を拡大させた。しかし後に朝鮮戦争が勃発し、在日韓国・朝鮮人の中で大韓民国を支持して「韓国料理」に名を替える者と、北朝鮮を支持して朝鮮料理を主張する者の二派に分かれたが、主な客である日本人には理解されず、日本人にも理解し易い様、肉を焼くという意味で「焼肉」に統一され、これが戦後の日本で一般的に知られる焼肉のルーツと言われている。
日本人の食肉の供給量（消費量）は、かつて牛肉・豚肉・鶏肉をあわせてもとても少なく、1960年時点で1人1年当たり牛肉・豚肉・鶏肉をあわせた供給量がわずかに3.5kgだったが、2013年はその10倍の30kgとなった。
牛肉消費形態については、1960年代半ばから、伝統的な形態以外の調理法による各種の牛肉料理が急速に広まり、その主要なものは「濃いタレ」をつけて焼く「焼肉」、ハンバーグなど各種挽き肉料理、カレー・シチューなど煮込み料理であり、その背景には1960年代以降のグラスフェッド（草牧肥育）ビーフの輸入の増加や乳用種去勢牛の若齢肥育の本格化などによる肉質多様化をともなった牛肉消費の増大があった。
日本の牛肉輸入自由化が1991年（平成3年）4月に施行される。その頃から焼肉チェーンが多数参入、2003年にはBSEによる日本国民の牛肉離れが起きた。
ちなみに「ホルモン料理」という料理名そのものは大阪西心斎橋の「北極星」北橋茂男により昭和15年に商標登録され提供されているが、これはフランス料理を元とした煮込み料理であり創作料理であった。また、明治時代における朝鮮料理店は、東京などに高級店として数店が営業している程度であり、提供する料理は韓定食などの正統派宮廷料理であり現代のいわゆる焼肉料理店のようなものではなかった。

## 東洋料理としての「焼肉」
本節では日本の「焼肉店」と称する店舗において提供されるような、肉を焼網などで炙って食べる料理について解説する。
一般的には、焼いた肉をたれ（醤油を基本に酒、砂糖、果物、ニンニク、ゴマなどを調合して作ったジンギスカンのタレを元にした配合調味料）や塩、胡椒もしくはレモン汁などに付けて食する。同時に野菜も調理する場合もあるが、それらを含めて「焼肉」と呼ぶ。
材料には牛肉がよく用いられるが、焼肉店では豚肉、鶏肉などの獣肉、ウィンナーやソーセージ、魚介類、野菜、杏仁豆腐やフルーツカットなどのデザートも提供されている。
また店舗によってはキムチやクッパ、ビビンバ、冷麺など朝鮮半島の食文化を象徴するサイドメニューも豊富に提供されている。
佐々木道雄は、現代の日本における「焼肉料理」「焼肉料理店」は朝鮮と密接に関連していると述べている。1930年代中頃、朝鮮南部から大阪の猪飼野に移住した朝鮮人によってカルビ焼きとプルコギが伝わり、これらが当時、既に存在していた朝鮮食堂に取り込まれて焼肉食堂に変容する。そして、プルコギとカルビ焼きは当時流行していたジンギスカンの影響により、「客自ら焼いて食べる」形式を得る。佐々木によればこれが「焼肉」の誕生であり、この焼肉を在日韓国・朝鮮人らが、日本の料理文化に適応させながら発展させたという。
また佐々木は、焼肉の誕生に直接関与したのは朝鮮人で、満州や朝鮮に広めたのも朝鮮人であり、従って「焼肉は日本で誕生した」というよりは「日本の大陸進出時に大阪・猪飼野に移り住んだ朝鮮人が生み出した」とする方が実態を表していると述べている。この点についてはASAKURA Toshioも2010年の論文で同様の主張をしている。
佐々木によれば、現代日本の焼肉料理、焼肉店の精肉の“焼肉”も内臓の“焼肉”も発祥は朝鮮半島にあり、1940年前頃に日本に伝えられ戦争中に一時的に途絶えるが、戦後、精肉の焼肉は朝鮮料理店で、内臓の焼肉は朝鮮系の飯屋や飲み屋によって再開された。その後両者が互いの焼肉を取り入れることで、今日における焼肉店の原型ができ、“焼肉”が隆盛を迎えると、朝鮮系の冷麺店、飯屋、飲み屋も焼肉店に商売替えしたという。
『日本焼肉物語』（宮塚利雄著）によると「焼肉」の名が広まったのは1960年代の後半で、それまで「焼肉」は「朝鮮料理」と呼ばれていたという。朝鮮半島が南北に分断され、この頃の日本では、焼肉や冷麺などを出す店舗は「朝鮮料理」を名乗る店が多かったようだが、1965年の日韓国交正常化を機に「韓国料理」という呼称が増えていったという。やがて、現在の焼肉を意味する「朝鮮料理」について、在日朝鮮人は「朝鮮料理」、在日韓国人は「韓国料理」と主張するようになった。この混乱を収拾するべく、政治的な対立の妥協の産物として用いられたのが、「焼肉」という語だったという。
マイケル・ワーナーおよび、在日本大韓民国民団は、現代日本の大衆料理である焼肉が、日本の韓国・朝鮮料理店での焼いた肉料理から起源し、在日韓国・朝鮮人が日本人好みに合わせて変形した韓国・朝鮮（コリアン）料理だとした。
「焼肉店」は、既に1960年代に大都市圏に存在していたが、1970年（昭和45年）以降は次第に日本各地へ広まるようになった。1968年（昭和43年）にはエバラ焼肉のたれが発売された。2004年（平成16年）の統計では20997件である。

### 「朝鮮焼肉」という呼称
かつては「朝鮮焼肉」という呼び方があり、1967年（昭和42年）1月封切の東宝映画『社長千一夜』では、冒頭で秘書役の黒沢年男が勇み張り切って大声で挨拶するシーンがあり、森繁久弥から（息が臭うので）「何を食べたのか」と聞かれ、黒沢は「朝鮮焼肉を食べた」と言う内容のセリフがある。
また、『週刊平凡』の1967年（昭和42年）10月12日号104 - 105頁「人気タレントの好きな食べ物きらいな食べ物全調査」なる記事においては柳家小せん (4代目)、大形久仁子、西郷輝彦の好きな食べ物として朝鮮焼き肉が挙げられている。
集英社より発行されていた『週刊明星』1969年8月17日号153頁では「スタミナには朝鮮焼きが最高。ときどきみんなで食べに行くんだ。」と当時ザ・スパイダースのメンバーであったかまやつひろしが語る記事がある。
近代映画社発行の『近代映画』1970年7月号の118 - 119頁には「君にソッとおしえちゃおう！スターのたまり場、好きな店」なる記事があり、その中の「焼肉でヨイショッ!」欄では小畑実が経営する朝鮮風焼肉「六本木苑」は西郷輝彦が常連、また神宮前にある朝鮮焼肉「八角亭」は三田明、水前寺清子、布施明などが常連、「若い歌手やGS連中には人気があるが、店が渡したガムを噛んでも消えない強烈なニンニクの匂いに大人からは敬遠されている」以上の様な記述がある。同誌1970年10月号の95頁「舟木一夫スペシャルリポート」では「食べるものも、必ずといっていいほど同じもの。焼肉（朝鮮焼肉）は六本木にある「レストラン六本木」食べるのは、ロースの焼肉とロースの生肉をそのまま食べ、あとはユッケ（朝鮮風タルタルステーキ）です」といった記述もある。月刊食堂 柴田書店 1976年2月号 169頁の『パパママ開業指南』の第2回においては『日本で戦後総称されている朝鮮料理はそのほとんどが朝鮮焼肉といってもよい』といった出だしで始まっている。

### 道具
焼き網や焼肉専用プレートを使用するほか、鉄板（フライパンなど）やホットプレートを使用することもある。
直火では焼き網を使うことが多く、他は鉄板、また石焼式がある。焼き網のかわりに、鉄板にスリットが入った鋳物のロストル（火格子）を使用することもあり、これはこびりつきが比較的少ないが、焼き網は焼きつき清掃の手間がかかるため、店舗においては使い捨ての場合もある（卸価格では網1枚十数円台である）。直火（特に炭火）で焼くと肉の表面がカリっと焼けるが、網や鉄板の下に水受けを設けたもので焼くこともあり、これで野菜を焼くと直火と比べて水蒸気の作用で乾燥しにくく、ふっくらと焼ける。
焼肉店の多くで普及している「無煙ロースター」は日本企業であるシンポの開発・特許である。
調理の熱源には電熱、ガス火、炭火（炭火式、セラミック炭式、溶岩炭式）が使われる。店舗での炭火焼きでは、備長炭のような性質を示し比較的安価なオガ炭がよく使われている。オガ炭は形状から練炭と誤解される場合も多い。
肉を焼く方法には、直火焼き（網焼き、串焼き等）と鉄板焼きがある。直火焼きは、焼くときに脂が滴り落ち表面がカリッと仕上がるので比較的さっぱりとした味となる。また、火で直接炙るので焦げ目がつきやすく、落ちた脂による煙で多少燻されるので香ばしい風味となる。一方、鉄板焼きは脂が落ちにくく、直火で炙られることが無いため水分が飛ぶことが少なく、比較的シットリとしてコクのある食感となる。調理師により調理されたものを供（サービス）されるものやガスや電熱台などを使用するものよりも、七輪やグリルに木炭を使用し直火あぶりで各自が焼くものの方が野趣めいて好まれることがある。

### メニューの種類
店舗により違いはあるが、日本の「焼肉店」と称する店舗において提供されるメニューを記載する。以下、ウィキペディア上に単独記事の存在するものを中心に紹介する。

#### 焼物
牛肉
- 骨付きカルビ
- 中落ちカルビ
- カルビ カルビ類は多くの部分があるため詳細は、ばら肉参照のこと
- ロース
- ハラミ
- サガリ
- ホルモン（小腸、大腸、直腸の区別あり）
- 牛タン
- ハツ
- レバー
- ミノ
- ハチノス
- センマイ
- ギアラ
- ヤン
- マメ
- コブクロ
- ナンコツ
- ブリスケット(ブリスケ)
- テッチャン(大腸)

豚肉
- 豚ロース
- 豚カルビ
- 豚タン
- 豚レバー
- 豚トロ（Pトロ）
- 豚ハツ（心臓）
- テング（鼻）
- ミミ
- ガツ（胃）
- ホルモン（小腸、大腸、直腸の区別あり）
- 豚サガリ
- コリコリ（血管）
- ノド軟骨
- 豚カシラ
- 豚マメ（腎臓）

鶏肉
- 鶏もも
- 鶏皮
- 鶏レバー
- 砂肝
- のど・首（ネックまたはセセリ）
- 尾（ぼんじり、三角）
- 鶏軟骨（やげん軟骨、膝軟骨）
- 手羽先
- 手羽中
- 鶏ハート（はつ）
- キンカン（未熟卵）
- ヒモ（卵管）
- 親モツ（ヒモとキンカン。別名チョウチン）

羊肉（ジンギスカン）
- ラム
- マトン

その他の肉
- 馬肉
- 鴨肉
- 七面鳥肉

加工肉
- ハンバーグ
- ハム
- ソーセージ

魚介類
- 海老
- 蟹
- 烏賊
- 貝類

野菜
- キャベツ
- タマネギ
- ネギ
- とうもろこし
- ピーマン（パプリカを含む）
- カボチャ
- サニーレタス
- じゃがいも
- ナス
- もやし
- しいたけ
- ししとう
- トウガラシ
- にんじん
- オクラ
- エリンギ
- ニンニク
- アスパラガス（グリーン、ホワイト、パープル）

その他の焼物
- 餅
- おにぎり

#### サイドメニュー
生肉類（生肉生食提供には調理基準の制約あり）
- ユッケ
- たたき
- 牛刺し
- 生レバー（牛のレバーは現在、生食提供が禁止されている）
- 生センマイ
- 生タン

飯類
- 白飯
- ビビンバ
- クッパ

麺類
- 冷麺
- 温麺

汁物
- 卵スープ
- ワカメスープ
- テールスープ
- チゲ（鍋料理）

その他
- キムチ
- ナムル
- サンチュ（チシャ）
- エゴマの葉

### 全国焼肉協会とその活動
全国焼肉協会によって毎年8月29日が焼肉の日と制定され、（1993年〈平成5年〉）一般社団法人日本記念日評議会に公式認定された（2013年〈平成5年〉）。全国焼肉協会は8月29日に向けて全国でボランティア活動や様々なイベントを開催している。
2002年（平成14年）、全国焼肉協会の企画により焼肉のキャンペーンソング「GO!GO!!カルビくん」（作詞・作曲：OK-D、歌：太平サブロー & SiSTA）がシングルCDで発売された。2003年（平成15年）2月時点で売上8000枚（『日本経済新聞』夕刊2003年2月22日）。

## 文化

### 焼肉をメインに据える祭り
- 北見厳寒の焼き肉まつり
- 白老牛肉まつり

### 焼肉を題材とした作品
- エバラ家の人々
- 美女と焼肉
- 義娘と焼肉
- 焼肉ドラゴン
- 焼肉ヒーロー
- 焼肉プロレス
- フード・ラック!食運
- 焼肉店センゴク
- The焼肉ムービー プルコギ
- クレヨンしんちゃん 嵐を呼ぶ 栄光のヤキニクロード

## ギャラリー
様々な焼肉店
- 入口に大きな文字で「焼肉」と表記した店
- 「炭火焼肉」と看板にかかげる焼肉店の例
- 「肉問屋直営」と掲げる店

### 海外の焼肉文化
- 朝鮮半島

李氏朝鮮の時代にすでに宮廷料理として精肉（枝肉）を用いた焼肉料理が存在したが、これは庶民の口に届くようなものではなかった。李朝時代の焼肉は煖炉会と呼ばれソウル周辺の風習として記録されており、高級貴族が初冬の節会に屋外で楽しんでいたものである。李朝末期の風土記である洪錫謨の『東国歳時記』（1849）にはレシピが記述されており、前処理としてタレに漬け込んだ肉を鉄なべで野菜などと焼くプルコギないしはすき焼きのようなものであり、肉の下処理など調味方法は独自のもので、また内臓（ホルモン）を用いるようなものではなかった。
日本でみられる「韓国風焼肉店」の品揃えのうち、韓国･朝鮮式のものの一部はこの宮廷料理の調理方法を応用したものであり、前処理としてタレを揉み込み、あるいは漬け込むこの調理方法が次第に一般の焼肉店にも広がり採用されたものと考えられている。一方で焼き上がりをタレにつけ食べさせるスタイルは食道園 (大阪)が始めたものとされ、韓国ではこの食べ方は一般的ではない。
「プルコギ」という語はかつて韓国における焼き肉料理を紹介するさいにはしばしば使われたが、もともと韓国の焼き肉料理を総称的に表現するうえでふさわしい語ではなく、韓国語で「焼肉」を意味する語は「コギグイ（고기구이）」（肉焼き）や「コギ（고기）」（肉）であり、「焼肉店」を意味する語は「コギジップ（고깃집）」（肉家）である。「コギジップ」は牛肉と豚肉だけを扱う。コギジップの具体的なメニューとしては「プルコギ（불고기）」（火肉）、「カルビ（갈비）」、「サムギョプサル（三겹살、삼겹살）」（三枚肉）、「コプチャン（곱창）」（牛や豚の 小腸）、「マクチャン (막창) 」（牛のギアラや豚の大腸）、「ダイチャン (대창)」（牛の大腸）等がある。
韓国の牛肉消費量も、日本と同様にかつては少なく、1980年代時点の1人当たりの年間牛肉消費量はわずか2.6kgであったものが、1988年のソウルオリンピック開催で韓国国内経済が発展したことが大きな影響を与え、1990年には1人あたり4.1kgに増加し、2000年には8.5kgとなった。つまり1980年→2000年の20年間で3倍以上の伸びを見せた。なお、韓国の牛肉輸入自由化は2001年である。